# Гюнтер, Лиза
Лиза Гюнтер (англ. Lisa Guenther) — канадский философ и общественный деятель, известна своими исследованиями об одиночном заключении, пытках в тюрьмах, репродуктивной несправедливости, а также своей ролью в споре о трансрасизме в журнале Hypatia, в ходе которого она призвала отозвать статью под названием «В защиту трансрасизма», написанную Ребеккой Тувель, которая была её консультантом по диссертации.

## Образование и карьера
Назначенная как на кафедру философии, так и в аспирантуру по культурологии, Лиза Гюнтер является Королевским национальным учёным в области политической философии и критических тюремных исследований в Королевском университете в Кингстоне, Онтарио, Канада. До 2018 года она работала адъюнкт-профессором философии в Университете Вандербильта. Её первая академическая должность была в Оклендском университете. Гюнтер получила степень бакалавра в Университете Бишопа и докторскую степень в Университете Торонто.

## Области исследований
Гюнтер специализируется на феминистской философии, феноменологии и политической философии. Её книга была описана журналом Notre Dame Philosophical Reviews как «манифест освобождения в борьбе против плена».

## Общественная философия
Работа Гюнтер с заключёнными, приговорёнными к смертной казни в тюрьме строгого режима Ривербенд в Нэшвилле, привлекла значительное внимание средств массовой информации. В своём интервью The Boston Review она описывает свои усилия как основанные на новом понимании того, что такое философия: «Теперь я подхожу к философии как к радикальной демократической практике коллективного осмысления». The Chronicle of Higher Education в своём профиле Гюнтер назвала её «радикальным сторонником тюремной реформы».